# Leucinodella leucostola
Leucinodella leucostola là một loài bướm đêm trong họ Crambidae.